# ナラシンハ・ラーオ
ナラシンハ・ラーオ（ヒンディー語：नरसिंह राव、テルグ語：పాములపర్తి వెంకట నరసింహారావు、英語：Narasimha Rao、1921年6月28日 - 2004年12月23日）は、インドの政治家。第10代首相。日本では「ナラシマ・ラオ首相」と表記されることが多い。

## 経歴
インド南部のハイダラーバード藩王国（現在のテランガーナ州）に生まれる。インド国民会議派に所属しアーンドラ・プラデーシュ州首相などを務める。
1977年下院議員選挙に立候補し当選する。以後、インディラ・ガンディー、ラジーヴ・ガンディー両政権で内務大臣、国防大臣、外務大臣を歴任する。
1991年連邦下院選では引退を表明し不出馬であったが、総選挙中に国民会議派総裁のラジーヴ・ガンディー元首相が暗殺され、急遽、後継総裁に選出される。総選挙後、首相に就任。1996年まで務める。在任中は、改革派のマンモハン・シンを財務大臣に抜擢し、従来の国民会議派の社会主義的色彩が強い経済政策を転換し、外資導入や経済の自由化など経済改革を推進してインドを世界有数のIT大国に飛躍させており、中国で改革開放を推し進めて経済成長に成功した鄧小平から着想を得ていたとされる。
一方で、国民の間に経済格差が拡大し、政権も腐敗したと言われ、ラーオ本人も首相在任中に内閣不信任案の可決阻止を目的に複数の議員に資金を渡した疑いで、買収などの3件の罪状で起訴された。のちに無罪判決を勝ち取る。しかし、経済改革の恩恵が一部の富裕層に偏ったことから、大部分の貧困層の離反を招き、1996年連邦下院選では大敗した。
2004年12月8日に心臓発作で倒れ、ニューデリーの病院に入院、12月23日に死去。83歳没。